# Chironemus
Los peces quelpo son el género Chironemus, el único de la familia Chironemidae, una familia de peces marinos incluida en el orden Perciformes. Se distribuyen por las costas de Australia, Nueva Zelanda y Chile.
Su nombre procede del griego: cheir (manos) + nematos (filamento).

## Morfología
Cuerpo de hasta 40 cm de longitud máxima; tienen de 14 a 16 espinas y de 15 a 21 radios blandos en la aleta dorsal; presenta dientes vomerianos pero no dientes palatinos, con unas muelas cónicas o viliformes.

## Especies
Existen seis especies agrupadas en este género y familia:
- Chironemus bicornis (Steindachner, 1898) - Yunyungo
- Chironemus delfini (Porter, 1914) - Quelpo delfín
- Chironemus georgianus (Cuvier, 1829)
- Chironemus maculosus (Richardson, 1850)
- Chironemus marmoratus (Günther, 1860) - Quelpo marmóreo
- Chironemus microlepis (Waite, 1916)